# La Chapelle-Onzerain
La Chapelle-Onzerain is een gemeente in het Franse departement Loiret (regio Centre-Val de Loire) en telt 112 inwoners (2009). De plaats maakt deel uit van het arrondissement Orléans.

## Geografie
De oppervlakte van La Chapelle-Onzerain bedraagt 7,0 km², de bevolkingsdichtheid is dus 16 inwoners per km².
De onderstaande kaart toont de ligging van La Chapelle-Onzerain met de belangrijkste infrastructuur en aangrenzende gemeenten.

## Demografie
Onderstaande figuur toont het verloop van het inwonertal (bron: INSEE-tellingen).